# Michael Meier
Michael Meier (Wolfshausen, 19 ottobre 1928 – Sankt Wendel, 3 aprile 2022) è stato un arcivescovo cattolico tedesco.

## Biografia
Michael Meier nacque a Wolfshausen, un distretto del comune di Weimar appartenente al circondario di Marburgo-Biedenkopf nell'Assia, e sotto la giurisdizione della diocesi di Ratisbona, il 19 ottobre 1928.

### Formazione e ministero sacerdotale
Inizialmente frequentò la scuola elementare a Walkertshofen e dal settembre 1942 la scuola superiore a Landshut. Nel novembre del 1944 venne arruolato nel Servizio del Lavoro del Reich e poco dopo nella Wehrmacht. Dopo essere stato rilasciato dalla prigionia americana alla fine di luglio del 1945, riprese gli studi al ginnasio di Ratisbona. Nel giugno del 1950 conseguì il diploma di maturità scientifica. Nello stesso anno entrò nella Società del Verbo Divino e completò il noviziato a Sankt Augustin. Il 1º maggio 1952 emise la prima professione. In seguito studiò filosofia e teologia cattolica. Nel dicembre del 1956 emise la professione solenne e il 30 maggio dell'anno successivo fu ordinato presbitero da monsignor Gabriel Manek, vicario apostolico di Larantuka. Proseguì gli studi presso la Pontificia Università Gregoriana a Roma e nel giugno del 1961 conseguì il dottorato in storia della Chiesa con una tesi intitolata Die Negermission SVD im Süden der USA.
Inizialmente svolse il ministero pastorale in una parrocchia di Liverpool per imparare la lingua inglese. Dopo sette mesi, nel luglio del 1962 venne inviato in Papua Nuova Guinea come missionario. Per 14 mesi prestò servizio nel vicariato apostolico di Mount Hagen. Quindi insegnò storia della Chiesa ed esegesi biblica a Marburg, in Australia, nel 1964 e storia della Chiesa, teologia fondamentale e patrologia presso il seminario della sua congregazione ad Alexishafen dal 1965 al 1969. Fu anche economo dello stesso istituto. Nel 1970 venne trasferito nelle Highlands di Mount Hagen. Lì si dedicò particolarmente alla pastorale giovanile e istituì un centro a essa dedicato. In seguito fu vicario generale della diocesi di Mount Hagen dal 1973, parroco della cattedrale della Santissima Trinità dal 1977, parroco della parrocchia di San Paolo a Mount Hagen dal 1980 e membro del collegio dei consultori.

### Ministero episcopale
Il 2 luglio 1984 papa Giovanni Paolo II lo nominò arcivescovo coadiutore di Mount Hagen. Ricevette l'ordinazione episcopale il 15 agosto successivo nel Rebiamul Oval a Mount Hagen dall'arcivescovo metropolita di Mount Hagen George Elmer Bernarding, co-consacranti l'arcivescovo Francesco De Nittis, nunzio apostolico a Papua Nuova Guinea e nelle Isole Salomone, e il vescovo di Bougainville Gregory Singkai.
Con il ritiro di monsignor Bernarding il 7 marzo 1987, Meier gli succedette nell'ufficio di arcivescovo metropolita di Mount Hagen. La sua opera si concentrò sull'attuazione delle decisioni del Concilio Vaticano II e sull'integrazione dei laici nelle strutture dirigenziali della Chiesa, nonché sull'ampliamento del sistema educativo e sull'attenzione per le persone affette da HIV. Nel 1993 fu anche uno dei co-fondatori della Religious Television Association of Papua New Guinea (RTA) e nell'ottobre del 2003 fondò la stazione radiofonica Trinity FM.
Dal 1990 al 1993 fu presidente della Conferenza dei vescovi cattolici di Papua Nuova Guinea e Isole Salomone.
Dal 1991 al 6 dicembre 1995 fu amministratore apostolico sede plena della diocesi di Goroka.
Partecipò alla I assemblea speciale per l'Oceania del Sinodo dei vescovi che ebbe luogo nella Città del Vaticano dal 22 novembre al 12 dicembre 1998 sul tema "Gesù Cristo: seguire la sua Via, proclamare la sua Verità, vivere la sua Vita: una chiamata per i popoli dell'Oceania".
Nel giugno del 2005 compì la visita ad limina.
Il 17 luglio 2006 papa Benedetto XVI accettò la sua rinuncia al governo pastorale dell'arcidiocesi per raggiunti limiti di età. Inizialmente rimase in diocesi occupandosi della cura pastorale di sei distaccamenti della parrocchia di San Paolo a Mount Hagen.
Il 1º marzo 2007 fu insignito del titolo di capo per "i suoi servizi alla Chiesa cattolica e alle comunità cristiane nella provincia delle Highlands occidentali". Quello di capo è il secondo onore più alto del paese e il titolo più alto che possa essere conferito a uno straniero.
In seguito tornò in Germania e visse nella comunità della Wendelinusheim di Sankt Wendel ospitante i membri anziani della provincia tedesca della sua Società.
Morì nella Wendelinusheim di Sankt Wendel il 3 aprile 2022 all'età di 93 anni. La salma venne inviata in Papua Nuova Guinea e giunse a Mount Hagen alle 12:30 del 3 maggio. Il giorno successivo alle ore 15 si tenne una prima messa in suffragio nella chiesa parrocchiale di San Paolo dove monsignor Meier esercitò il ministero pastorale per diversi anni. Alle 17 del 5 maggio, nella procattedrale di Rebiamul, monsignor Anton Bal, arcivescovo metropolita di Madang, presiedette una seconda messa in suffragio alla presenza dei vescovi papuani riuniti lì per la loro assemblea generale annuale. Il giorno successivo la salma venne portata in processione fino la complesso di Moka Pena davanti all'erigenda nuova cattedrale arcidiocesana. Lì monsignor Douglas William Young, arcivescovo metropolita di Mount Hagen, presiedette le esequie solenni. Al termine del rito la salma fu sepolta nel giardino del chiostro della nuova cattedrale.

## Genealogia episcopale e successione apostolica
La genealogia episcopale è:
- Cardinale Scipione Rebiba
- Cardinale Giulio Antonio Santori
- Cardinale Girolamo Bernerio, O.P.
- Arcivescovo Galeazzo Sanvitale
- Cardinale Ludovico Ludovisi
- Cardinale Luigi Caetani
- Cardinale Ulderico Carpegna
- Cardinale Paluzzo Paluzzi Altieri degli Albertoni
- Papa Benedetto XIII
- Papa Benedetto XIV
- Cardinale Enrico Enriquez
- Arcivescovo Manuel Quintano Bonifaz
- Cardinale Buenaventura Córdoba Espinosa de la Cerda
- Cardinale Giuseppe Maria Doria Pamphilj
- Papa Pio VIII
- Papa Pio IX
- Cardinale Raffaele Monaco La Valletta
- Cardinale Francesco Satolli
- Cardinale William Henry O'Connell
- Cardinale Richard James Cushing
- Cardinale John Joseph Wright
- Arcivescovo George Elmer Bernarding, S.V.D.
- Arcivescovo Michael Meier, S.V.D.

La successione apostolica è:
- Vescovo Francesco Sarego, S.V.D.  (1996)
- Arcivescovo Douglas William Young, S.V.D.  (2000)

## Opere
- Die Negermission SVD im Süden der USA, Roma, Facultas Historiae Ecclesiasticae Pontificiae Universitatis Gregorinae, 1961,  p. 68.
- Das Negerpriesterseminar in Bay St. Louis, in Verbum SVD, n. 3, 1961,  pp. 329-468.